# Musa exotica
Musa exotica es una planta de la familia de las musáceas. Es propia de las selvas de Vietnam.
Su seudotallo mide de medio a dos metros de largo y es muy delgado; es de ramaje erguido, pecíolos de color verde claro, brácteas rojizas y de frutos amarillos y sin semillas.